# Väsby län
Väsby län var ett slottslän i landskapen Uppland och Västmanland. Det bildades på tidigt 1530-tal. Länets administrativa centrum  var Väsby kungsgård.
Ursprunget till länet var fögderiet för Simtuna härad och Torstuna härad i Uppland som fanns åtminstone från tidigt 1520-tal.
1526 tillfördes Övertjurbo härad med Sala i Västmanland. 1530 tillfördes så Norrby socken och Väsby gård och 1533 Simtuna och Torstuna härader och länet var då etablerat. Det utökades i slutet av 1530-talet med Folkare härad som dock utgick på tidigt 1550-tal och på 1540-talet med Yttertjurbo härad och Våla härad (var tidigt en del av Tiundaland). 1624 delades länet upp i fögderier per härad. Området för Övertjurbo och Våla kom också att kallas Salbergs län.